# III. uri dinasztia

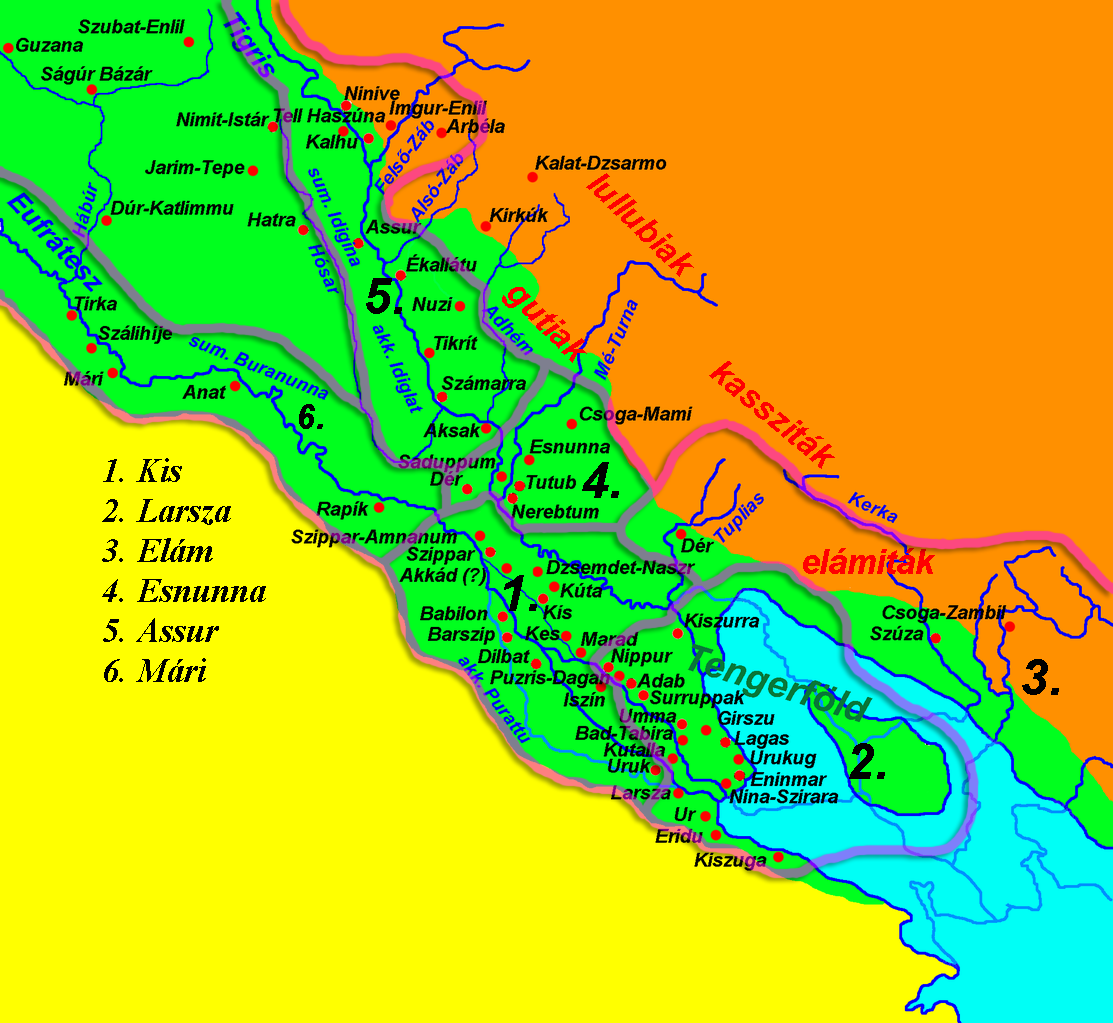
A korabeli politikai egységek vázlata. A határok gyakran változtak.

A III. uri dinasztia Sumer történetének utolsó jelentős szakasza az Akkád Birodalom és a kútúk (gutik) után. Később már csak rövid időre kerültek sumerek hatalomra Mezopotámiában, a Tengerföld királyai. A rövid kronológia szerint az i. e. 21. és a 20. század fordulóján, a középső kronológia szerint a 21–20. század között uralkodtak. ezt az időszakot „újsumer kornak” vagy „sumer reneszánsznak” is nevezik.
Ur államára ekkor a centralizáló törekvések, és egy új, bürokratikus közigazgatás kiépülése jellemző. Teljes kibontakozásra nem maradt idő, mert harcias törzsek vették körül ez időben Mezopotámiát, a gutik, kassziták és az elámiták. Végül Isbi-Erra íszíni király győzte le az utolsó uri uralkodót, Ibbí-Színt.

## Története
A III. uri dinasztia első ismert uralkodója Ur-nammu, jó ötven évvel követte Sarkalisarri akkád királyt. Számos elmélet született már az időszak kronológiájáról és a hatalmi viszonyokról, de a teljes szakasz nagyon homályos. Sarkalisarri a saját évkönyvei szerint sikeres hadjáratokat vezetett Kúta, Amurrú és Elám ellen. Mégis a halálát rövid, de súlyos válság követte, hiszen a források szerint négy király uralkodott három évig, és csak ezután következett Dudu, aki hosszabb időn keresztül ülhetett a trónon. Ekkorra azonban az Akkád Birodalomtól már számos terület függetlenítette magát.
Ezek közt volt Kúta és Uruk is. Utu-héngált, Uruk királyát azonban ismeretlen körülmények között Ur városa és annak uralkodója, Ur-nammu követte a Sumer feletti főhatalom gyakorlásában. A hagyományos elképzelés szerint Uruk hatalmát Tirigan hadjárata rendítette meg, amely a sumer királylista alapján tehető fel. Újabban azonban terjed egy olyan elmélet is, miszerint Ur-nammu valójában Utu-hegal kormányzója volt Urban, és lázadással lett önálló, majd döntötte meg Utu-hegal hatalmát. Egy harmadik elmélet szerint közeli rokonok voltak, és az uri kormányzónak kinevezett Ur-Nammu akkor vette át a hatalmat, amikor Utu-hegal egy Lagas elleni csatában elesett. Ekkor vette fel a Sumer és Akkad királya címet is. Ez utóbbit erősíti az a körülmény, hogy nem ismert olyan dokumentum, amely Utu-hegal és Ur-nammu csatározásáról szólna.
Ur-nammut fia, Sulgi követte a trónon, aki számos közigazgatási reformmal szervezte át országát. Szabályozta az eljárások rendjét, a dokumentumok levéltári elhelyezését, új adórendszert alakított ki és a naptárt is megreformálták. Állandó hadsereget tartott fenn. A tartományokat az enszik kormányozták általában, de egyes helyeken a katonai kormányzók (sakkanakku) hatalma nagyobb volt az enszinél, ami nyilvánvaló akkád hagyomány. A tartományi adók a kormányzati székhelyre folytak be, amelyek egyfajta redisztribúciós alapot képeztek.
Amar-Szín és Su-Szín uralkodásáról viszonylag keveset tudunk. A feliratok építkezésekről és hadjáratokról szólnak. Uralkodásuk idején a III. uri dinasztia hatalma kiterjedt Elámtól Ebláig, azaz Szúza városától Bübloszig.
Ibbí-Szín alatt viszont amorita támadás érte az államot, amelynek következtében a Máritól nyugatra lévő összes területüket elvesztették, később Isbí-Erra támadásai során a befolyási övezet a Szippartól Urig terjedő mezopotámiai régióra szorult vissza.

## Kultúra
Bár a kort sumer reneszánsznak nevezik, a sumer nyelv nem került vissza korábbi pozíciójába. A korábbi sumer irodalmat felújították, aktualizálták, de a korban keletkező dokumentumok többsége akkád nyelvű. A sumer nyelv csak Mezopotámia délkeleti részén, a Tengerföldön maradt mindennapi élő nyelv.
Már Ur-nammu új törvényeket alkotott, törvénykönyve Hammurapi törvényeire hasonlít, talán annak mintája volt. A törvények kiterjedtek a kereskedelem szabványosítására is, egységesített mértékrendszert alakítottak ki. Bronz és arany lapocskákat gyártottak, amelyek meghatározott tömegűek voltak, és gyakorlatilag pénzként funkcionáltak.
Lásd még: Ur uralkodóinak listája

## Fordítás
- Ez a szócikk részben vagy egészben  az   Ur-III-Zeit című német Wikipédia-szócikk fordításán alapul.  Az eredeti cikk szerkesztőit annak laptörténete sorolja fel. Ez a jelzés csupán a megfogalmazás eredetét és a szerzői jogokat jelzi, nem szolgál a cikkben szereplő információk forrásmegjelöléseként.